# Договор за патентно коопериране
Договорът за патентно коопериране (Patent Cooperation Treaty, PCT) е международно съглашение в областта на патентното право, подписано във Вашингтон на 19 юни 1970. Предназначен е за това да се „опрости и направи по-добра защита в икономически аспект на изобретението, когато такава защита (руски: охрана) e необходима в няколко страни“. Договорът се отнася до заявки за защита на изобретение.
Договорът е ратифициран с Указ № 2933 от 27.09.1983 г. г. на Държавния съвет на Народна република България и е в сила от 21 май 1984.
Договорът е основа на „системата PCT“, която от своя страна осигурява подаването на патентни заявки за защита на изобретения в договорните държави. Патентната заявка, по процедурата PCT, се нарича „международна заявка“ или „заявка PCT“.
Договарящите се страни формират съюз (Съюз за международно патентно коопериране) с цел коопериране в областта на подаването, после проучването и експертна проверка на заявки за патентна закрила на изобретенията и свързаните с тези процеси специални технически услуги. Към 2008 година в него членуват 139 страни от целия свят. Договорът се администрира от Международно бюро в Световната организация за интелектуална собственост.
Ревизиран е на 28 септември 1979 г., на 3 февруари 1984 г. и на 3 октомври 2001.
Целта на Договора е да бъде изградена ефективна система на международно сътрудничество в областта на патентите, която да улеснява както изобретателите, така и патентните ведомства в процедурата по патентоване на изобретенията. Чрез този договор се опростява и прави по-икономично получаването на закрила на изобретенията, когато тя се търси в няколко страни, ускорява се достъпа на обществото до техническата информация, подпомага се икономическия прогрес на развиващите се страни. Договорът унифицира административните и формалните изисквания на процеса по патентоване. Предмет на договора са не само изобретенията, а и полезните модели.
Нито една от разпоредбите на този договор не може да бъде тълкувана като ограничаваща правата, предвидени от Парижката конвенция за закрила на индустриалната собственост.